# Holiday on Ice
 (mars 2022).
Si vous disposez d'ouvrages ou d'articles de référence ou si vous connaissez des sites web de qualité traitant du thème abordé ici, merci de compléter l'article en donnant les références utiles à sa vérifiabilité et en les liant à la section « Notes et références ».
 (mars 2022).
La mise en forme du texte ne suit pas les recommandations de Wikipédia : il faut le « wikifier ».
Les points d'amélioration suivants sont les cas les plus fréquents :
- Les titres sont pré-formatés par le logiciel. Ils ne sont ni en capitales, ni en gras.
- Le texte ne doit pas être écrit en capitales (les noms de famille non plus), ni en gras, ni en italique, ni en « petit »…
- Le gras n'est utilisé que pour surligner le titre de l'article dans l'introduction, une seule fois.
- L'italique est rarement utilisé : mots en langue étrangère, titres d'œuvres, noms de bateaux, etc.
- Les citations ne sont pas en italique mais en corps de texte normal. Elles sont entourées par des guillemets français : « et ».
- Les listes à puces sont à éviter, des paragraphes rédigés étant largement préférés. Les tableaux sont à réserver à la présentation de données structurées (résultats, etc.).
- Les appels de note de bas de page (petits chiffres en exposant, introduits par l'outil «  Source ») sont à placer entre la fin de phrase et le point final[comme ça].
- Les liens internes (vers d'autres articles de Wikipédia) sont à choisir avec parcimonie. Créez des liens vers des articles approfondissant le sujet. Les termes génériques sans rapport avec le sujet sont à éviter, ainsi que les répétitions de liens vers un même terme.
- Les liens externes sont à placer uniquement dans une section « Liens externes », à la fin de l'article. Ces liens sont à choisir avec parcimonie suivant les règles définies. Si un lien sert de source à l'article, son insertion dans le texte est à faire par les notes de bas de page.
- La présentation des références doit suivre les conventions bibliographiques. Il est recommandé d'utiliser les modèles {{Ouvrage}}, {{Chapitre}}, {{Article}}, {{Lien web}} et/ou {{Bibliographie}}. Le mode d'édition visuel peut mettre en forme automatiquement les références.
- Insérer une infobox (cadre d'informations à droite) n'est pas obligatoire pour parachever la mise en page.

Pour une aide détaillée, merci de consulter Aide:Wikification.
Si vous pensez que ces points ont été résolus, vous pouvez retirer ce bandeau et améliorer la mise en forme d'un autre article.
Pour les articles homonymes, voir Holiday.
Holiday on Ice est un spectacle de patinage artistique créé en décembre 1942 aux États-Unis. Le spectacle s'est ensuite exporté dans le monde entier en devenant un spectacle itinérant. Depuis sa première, Holiday on Ice a plus de 328 millions de téléspectateurs, ce qui en fait le spectacle sur glace le plus vu de tous les temps.

## Histoire

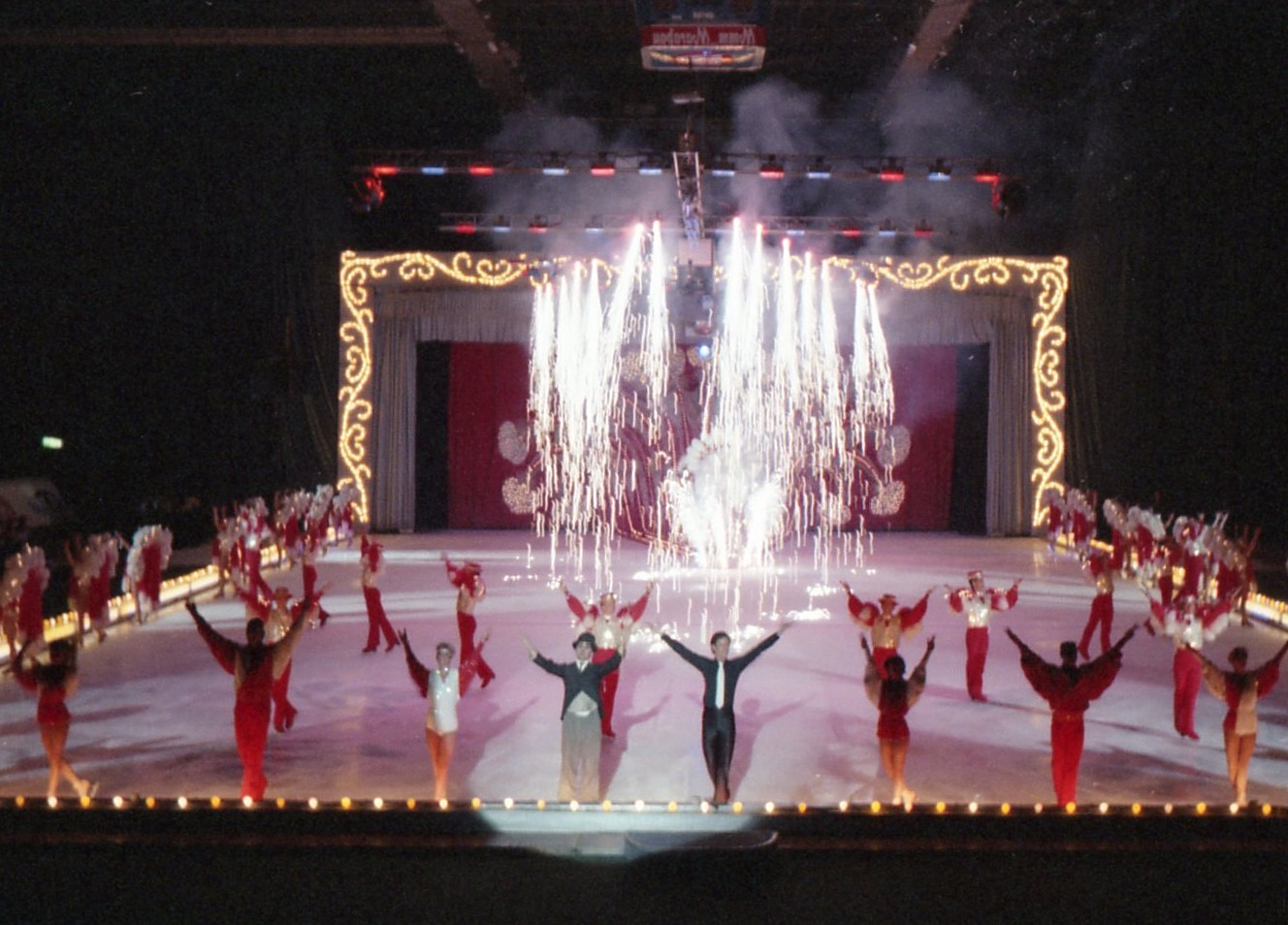
Scène d'Holiday on Ice en 1986.

Holiday on Ice a été créé par Carl Snyder et Donn Arden et joué la première fois le 25 décembre 1942 à Toledo, Ohio (États-Unis). Le spectacle a été donné pendant une semaine, pendant les vacances de Noël (25 décembre 1942 au 1er janvier 1943) dans un hôtel à Toledo (Ohio). C'est pour cette raison que le spectacle est nommé Holiday on Ice ("Vacances sur glace"). Le spectacle intéresse les frères Gilbert qui décident d'investir. Ils développent avec l'aide de Morris Chalfen une patinoire démontable et transportable permettant ainsi à Holiday on Ice de devenir un spectacle itinérant. En 1943, une seconde édition est créée et se joue à TOLEDO au ICE HOUSE, la première a été le 2 novembre 1943.
À partir de 1945, le spectacle est toujours joué aux États-Unis. En 1947, le spectacle se produit pour la première fois au Mexique et à Cuba et en 1948 à HAWAII sous le nom de ICE VOGUES 1948 (seconde unité de HOLIDAY ON ICE). À partir de 1949, le spectacle se produit en Amérique Centrale et du Sud. Il devient le premier spectacle américain à se produire à l'étranger. À partir de 1950 Holiday on Ice part en tournée dans de nombreux pays européens, la Belgique, la France, l'Italie et la Suisse. En 1951, Holiday on Ice joue pour la première fois au Portugal et en Allemagne, puis en 1952 en Espagne. En 1953, le spectacle est joué en Asie et le spectacle continue à s'exporter et se produit en Union Soviétique en 1959 malgré la guerre froide. En 1955, Holiday on Ice joue pour la première fois en Angleterre au Wembley Empire Pool de Londres. En 1960, les premières représentations sont données en Afrique et plus tard en Europe orientale.
En 1973, Skee Goodhart, un patineur vedette d'Holiday on Ice depuis 1951 devient directeur du spectacle remplaçant ainsi Morris Chalfen qui devient responsable d'Holiday on Ice international et reste à ce poste jusqu'à sa mort en 1994.
En 1996, la société de production télévisuelle indépendante Endemol devient propriétaire d'Holiday on Ice. En 1999, Joop van den Ende cofondateur d'Endemol créé la division spectacle de la société ; Stage Holding (qui deviendra en 2005 Stage Entertainment) sous laquelle Holiday on Ice est placée.

## Productions

### Productions européennes par année
- 2026 :
- 2025 : Cinéma of Dreams
- 2024 : Horizons
- 2023 : No Limits
- 2022 : A New Day (reprise) / Aurore
- 2021 : A New Day (annulé COVID 19)
- 2020 : (Pas de nouveau spectacle dû au COVID 19)
- 2019 : Supernova
- 2018 : Showtime

- 2017 : Atlantis
- 2016 : Time
- 2015 : Believe
- 2014 : Passion
- 2013 : Platinum
- 2012 (Pas de nouvelle production) mais ICE AGE LIVE est présenté
- 2011 : Speed et Sleeping Beauty on ice (Stage-Entertainment Russie)
- 2010 : Festival et Snow Queen on ice (Stage-Entertainment Russie)
- 2009 : Tropicana et Nutcracker on ice (Stage-Entertainment Russie)
- 2008 : Energia
- 2007 : Elements - Spirit et Aladdin on Ice (KIDS)
- 2006 : Mystery et Bugs Bunny on Ice (KIDS)
- 2005 : Romanza et Peter Pan on Ice (KIDS)
- 2004 : Fantasy - Dreams
- 2003 : Diamonds et Pinocchio on ice (KIDS)
- 2002 : Hollywood
- 2001 : Celebration
- 2000 : In Concert
- 1999 : Colours of Dance
- 1998 : Xotika
- 1997 : Extravaganza - Extraventura
- 1996 : Evolution et Asterix On Ice
- 1995 : Broadway / Gypsy
- 1994 : Jubilee et Circus on ice
- 1993 : Spanish / Aladdin
- 1992 : Magic & Illusions
- 1991 : Carmen / Robin Hood
- 1990 : Banjos & Balalaikas
- 1989 : Journey through Time
- 1988 : Around the World in 80 Days
- 1987 : Italian / Chinese
- 1986 : Mexican / Russian
- 1985 : Disco / Scottish
- 1984 : Counterpoint / Sleeping Beauty
- 1983 : Paris / Swan Lake
- 1982 : Bolero / Shangri-La
- 1981 : Oriental / Western
- 1980 : 24 Hours / Cinderella
- 1979 : La Traviata / Hollywood
- 1978 : Alice / Flamenco
- 1977 : Pink Panther / Dickens
- 1976 : Snoopy / Hollywood
- 1975 : Bicentennial
- 1974 : Chicago / Gershwin
- 1973 : Spartacus / Cabaret
- 1972 : Rock / Chevalier
- 1971 : Asterix / Bolero
- 1970 : Fairy Tales
- 1969 : Showboat
- 1968 : King Arthur
- 1967 : Aladdin / Space Show
- 1966 : Marco Polo
- 1965 : Gypsy / Dolly
- 1964 : Hong Kong
- 1963 : Operama
- 1962 : Indian / Jazz
- 1961 : Black Pearl / Circus
- 1960 : Wizard
- 1959 : Aladdin
- 1958 : Nutcracker
- 1957 : Bolero
- 1956 : Merry Widow / Alice
- 1955 : Rhapsody / Red Velvet et Aladdin on ice
- 1954 : Wonder Garden / Spanish
- 1953 : Jungle / Sea et SONJA HENIE and her ice revue
- 1952 : Pink / Carnival
- 1951 : Indians / Candy
- 1950 : Winter / Gay Nineties

### Productions américaines par année
- 1984 / 1985 : Ice around the world : Cinderella / San Francisco (HOLIDAY ON ICE)
- 1971 à 1982 : Ice follies (seconde et troisième tournée sous le nom HOLIDAY ON ICE USA)
- 1970 : Sonja Henie / London
- 1969 : New Year's / Easter/Christmas
- 1968 : New York / Granada
- 1967 : Country / Caribbean
- 1966 : Venetian / Happy Land
- 1965 : Americana / 24 Hours
- 1964 : Blue waltz / Fiesta Caribe
- 1963 : Barn dance / Clock shop
- 1962 : Sleeping Beauty / Broadway
- 1961 : Hawaii / Southland
- 1960 : Golden Aurora
- 1959 : Crystal anniversary / Circus
- 1958 : Girls / Holiday
- 1957 : Waterama / Fiesta
- 1956 : Bacchus / Cavalcade
- 1955 : Bolero / Guardsmen
- 1954 : Storybook / Games
- 1953 : Caribbean / Gaucho
- 1952 : Japan / Fantasy
- 1951 : Jewel / Carnival
- 1950 : Candyland / Rhapsody
- 1949 : Rumbalero / Enchanted Garden
- 1948 : Spanish / Dreams
- 1947 : Persian / Gypsy
- 1946 : Winter Carnival / Horse show
- 1945 : Faster on ice / Rhythmacana
- 1944 / 1945 : pas de nouveau spectacle mais le 2ème édition 1943 / 1944 se produira jusqu'en décembre 1944
- 1943 / 1944 : Victor Herbert / Minstrels
- 1942 / 1943 : Winter Holiday / Gladiators

## Records du monde
Holiday on Ice a enregistré cinq records du monde par le Guinness World Records : 
- 1988 - "le spectacle en direct le plus populaire de tous les temps", avec 250 millions de visiteurs
- 1994 - "La plus longue ligne de coup de pied dans le monde"
- 2003 - "la production de divertissement en direct la plus populaire dans le monde", avec 300 millions de téléspectateurs
- 2008 - "La plus longue rotation et roue de l'homme sur la glace" avec 65 patineurs
- 2008 - "Le spectacle sur glace le plus visité dans le monde" avec plus de 320 millions de téléspectateurs